# Делатр, Эжен
Эжен Альфред Делатр (фр. Eugène Alfred Delâtre; 10 декабря 1864, Париж — 24 сентября 1938, Париж) — французский художник-гравёр, мастер офорта, акварелист, иллюстратор и печатник. Сын и продолжатель дела художника-гравёра и печатника Огюста Делатра.

## Биография
Отец и дед Эжена в своё время начинали работать в качестве типографских мастеров. Отец Эжена в 1844 году основал в Париже собственную типографию. Однако в годы Коммуны семья Делатра была вынуждена эмигрировать в Англию и оставалась в Лондоне с 1871 по 1876 год.
Эжен Делатр познакомился с техникой гравюры в типографии отца. Его обучение рисунку и акварели проходило под руководством французского живописца и гравёра английского происхождения Джона Льюиса Брауна. Когда семья в 1876 году вернулась в Париж, Эжен Делатр стал основным сотрудником отцовской типографии.
С 1884 по 1889 год Эжен Делатр был на военной службе. После его возвращения к гражданской жизни его карьера пошла в гору. Помимо деятельности печатника, он создавал авторские гравюры, в которых важное место занимал цвет.
Он участвовал в деятельности Общества истории и археологии Старого Монмартра, которому пожертвовал многие из своих гравюр.
Художник скончался 24 сентября 1938 года и был похоронен в Сен-Дени. Затем его тело было перенесено на кладбище Монмартр.

## Творчество

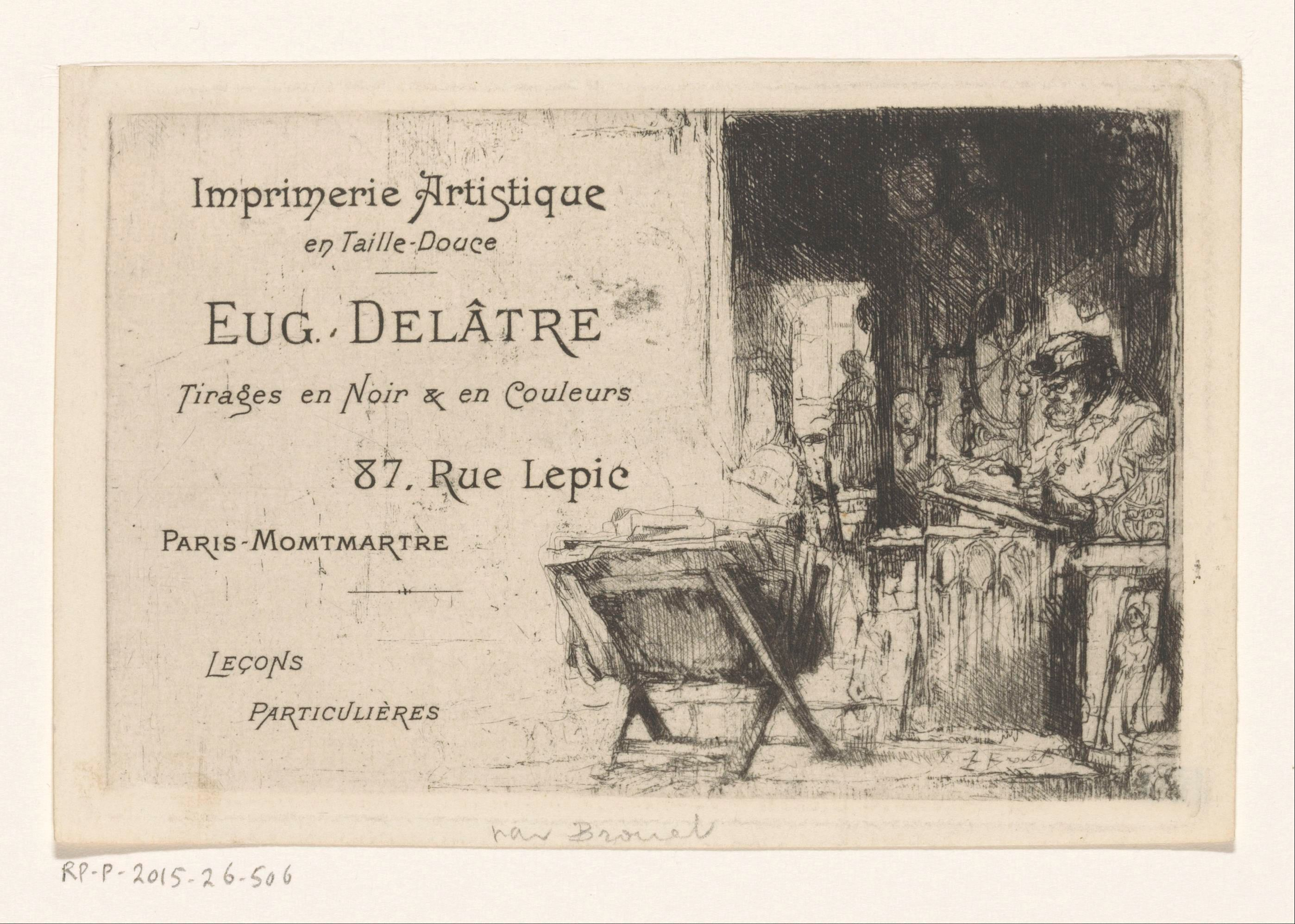
Визитная карточка печатника Эжена Делатра в Париже

Эжен Делатр, преданный делу развития техники офорта, давал советы, рекомендации и частные уроки многим художникам. Так, он познакомил с офортом Жака Берделе, Франсиса Журдена, Франциска Пульбо и Теофиля Александра Стейнлена. Он также помогал Тулуз-Лотреку в создании девяти портретов «сухой иглой». Oн познакомил Жака Вийона с цветной акватинтой.
Стремясь предоставить художникам возможность свободно экспериментировать в гравюре, Делатр начал продавать небольшие печатные станки, выполненные по собственным чертежам. С 1890 года Эжен Делатр усиленно занимался совершенствованием техники цветной печати. Его первые эксперименты, проведённые совместно с живописцем и гравёром Шарлем Мореном, были сосредоточены на цветной печати с использованием нескольких «досок» (для каждого цвета своя доска) с последовательным совмещением оттисков. Впоследствии он отказался от этой техники в пользу одновременного нанесения разных красок на одну гравированную пластину c помощью тампонов (при этом использовались специальные цветные чернила). Такая техника создавала мягкие переходы, создающие иллюзию акварели.
В 1904 году Делатр стал членом недавно основанного «Общества оригинальной цветной гравюры» (Société de la gravure originale en couleurs), многие публикации которого он печатал сам.
В начале XX века Эжен Делатр сотрудничал с художниками-авангардистами. Между 1904 и 1911 годами он работал с Пабло Пикассо, напечатал несколько гравюр художника, в частности знаменитый офорт «Le Repas frugal» (1904), а также серию гравюр сухой иглой «Les Saltimbanques» (1905). Он также является печатником четырёх гравюр Пикассо, предназначенных для иллюстрации сочинений поэта Макса Жакоба (1911). В тот же период он выполнил оригинальные гравюры по картинам Жоржа Брака.
Эжен Делатр создал более шестисот гравюр (из них около двухсот цветных), осваивая самые разные техники и «манеры»: офорт, сухую иглу, акватинту, резец, ксилографию, а также литографию и монотипию. Он неоднократно экспериментировал с цветной печатью. Его любимые темы — портреты и пейзажи.
При жизни художника состоялось несколько выставок его произведений: одна из первых состоялась в 1895 году в галерее Амбруаза Воллара на улице Лаффит. В 1898 году он выставил 21 цветную гравюру в галерее Дюран-Рюэля. Будучи членом Общества оригинальной цветной гравюры, он регулярно принимал участие в мероприятиях, организуемых Дюран-Рюэлем в галерее Жоржа Пети. До 1914 года постоянно показывал свои работы в Салоне Национального общества изящных искусств. Он также состоял членом Общества изящных искусств.

## Галерея

Яблони. 1902. Цветная акватинта
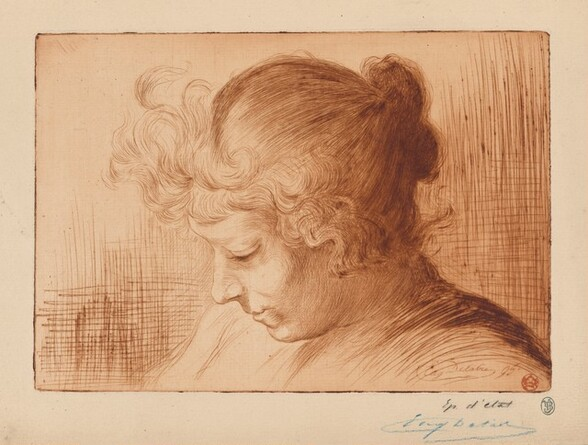
Портрет мадам Делатр. 1895. Офорт и сухая игла, напечатанная бистром
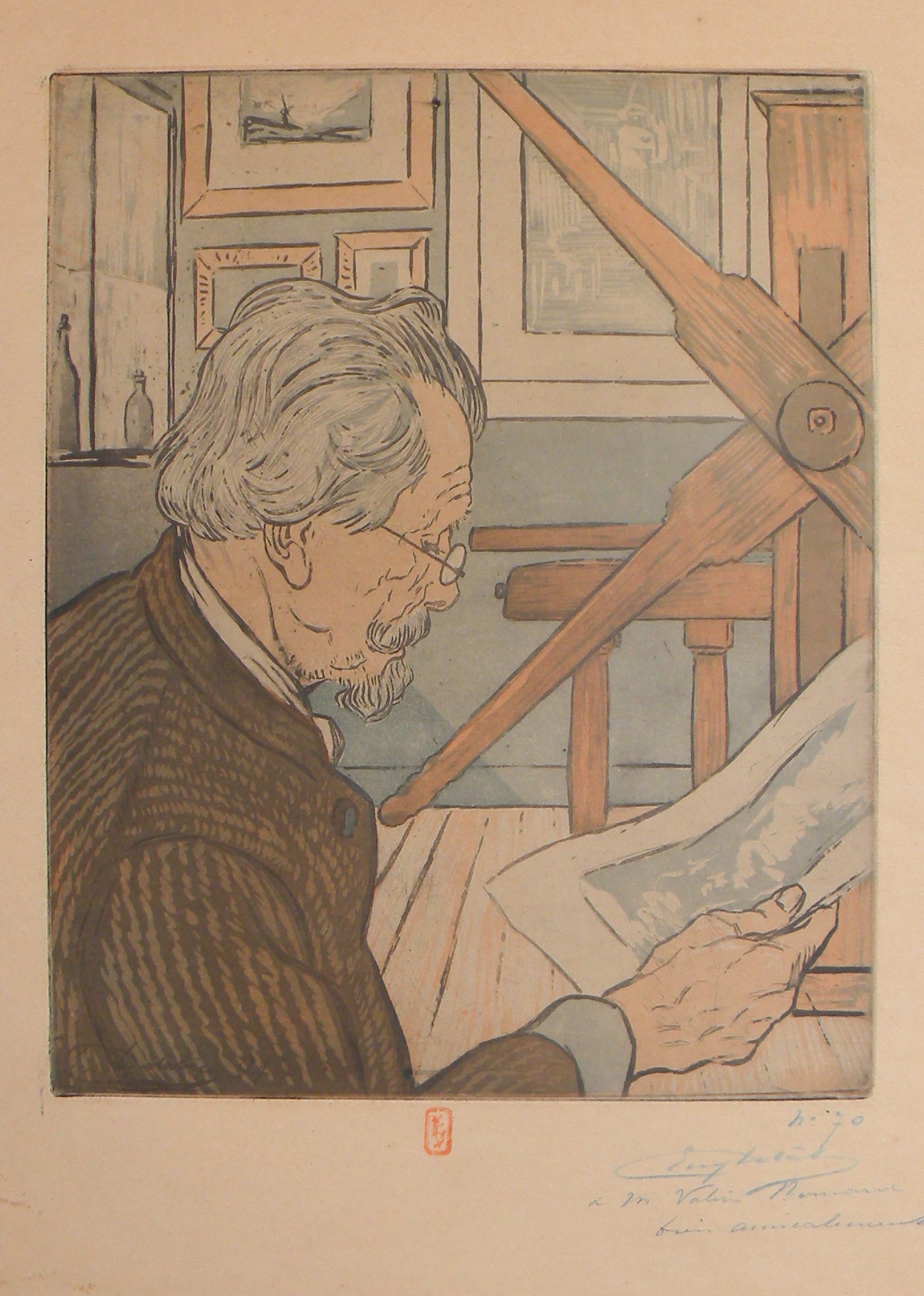
Портрет Огюста Делатра. 1894. Офорт, цветная акватинта
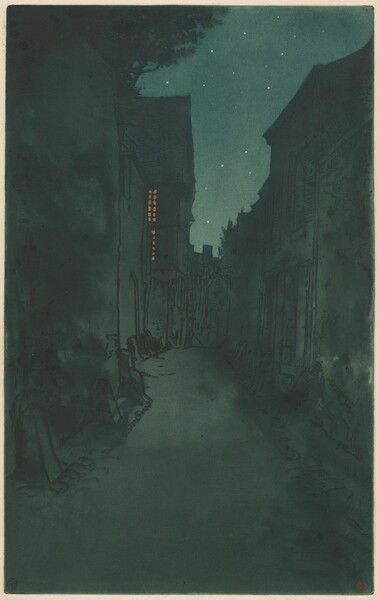
Улица Во, Ле-Ман. После 1897. Цветная акватинта
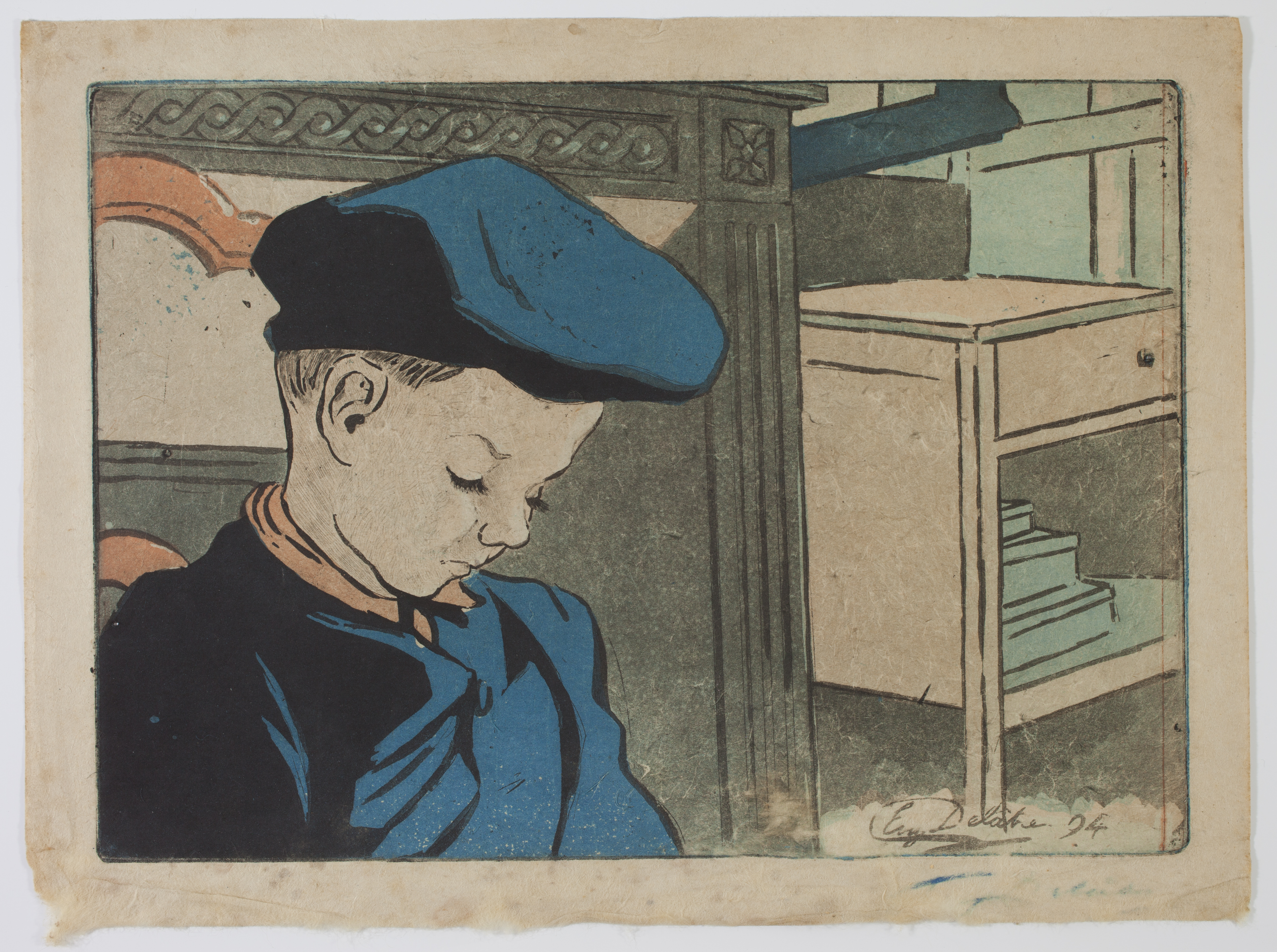
Портрет сына. 1894. Офорт, цветная акватинта
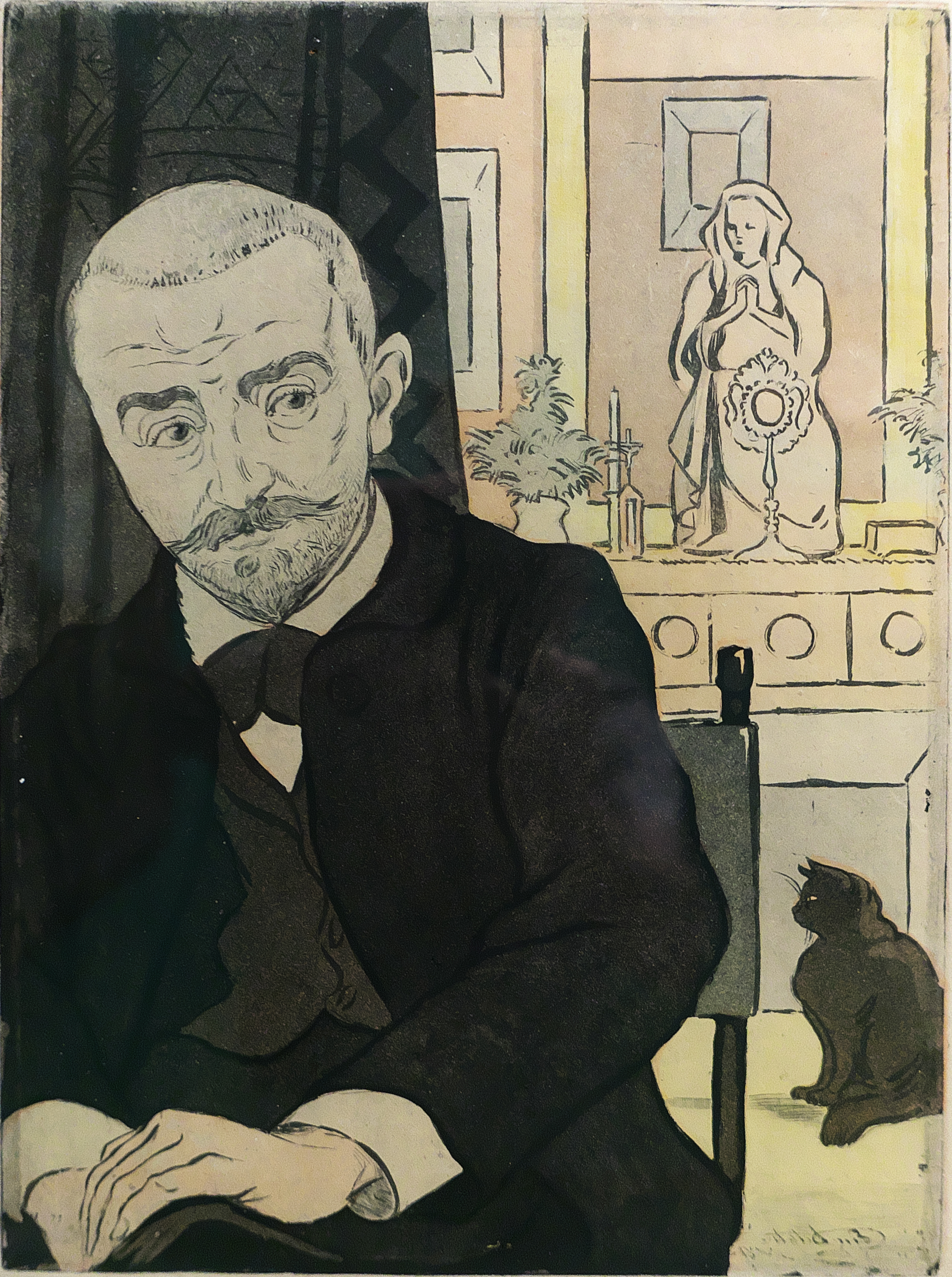
Портрет Ж. К. Гюисманса. 1894. Офорт, цветная акватинта
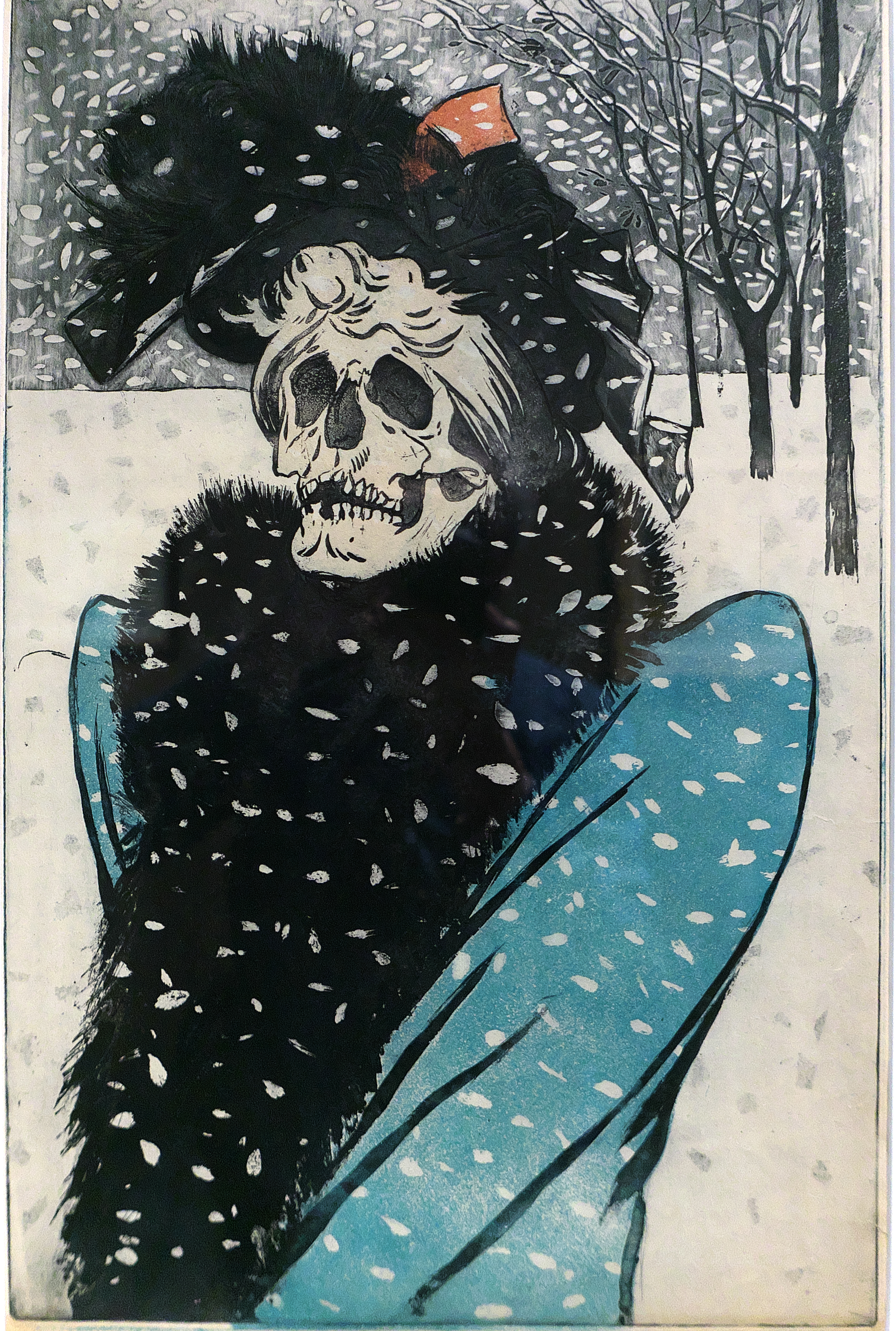
Смерть. 1897. Офорт, раскраска